# كهف أونيكوتي
يقع كهف أونيكوتي (بالفرنسية: grotte d’Unikoté)‏ في Iholdy، البرانيس الأطلسية، آكيتين الجديدة، فرنسا. احتوى الكهف على أحافير من العصر الحجري القديم الأوسط والعصر الحجري القديم العلوي والعصر الحجري المتوسط، وآثار آكل المثيل.

## للاطلاع
- Bruno Boulestin; Dominique Henry-Gambier; Jean-Baptiste Mallye; Patrick Michel (2013). "Modifications anthropiques sur des restes humains mésolithiques et néolithiques de la grotte d'Unikoté (Iholdy, Pyrénées-Atlantiques)" (بالفرنسية). 110: 281–297. 2013boulestin. Archived from the original (sur persee) on 2020-02-13. {{استشهاد بدورية محكمة}}: الاستشهاد بدورية محكمة يطلب |دورية محكمة= (help), الوسيط غير المعروف |libellé= تم تجاهله (help), الوسيط غير المعروف |numéro= تم تجاهله (help), and الوسيط غير المعروف |périodique= تم تجاهله يقترح استخدام |publisher= (help).
- Morgane Dachary (2000). "Étude du matériel lithique recueilli à (Iholdy, Pyrénées-Atlantiques) : campagnes 1995 à 1998" (بالفرنسية). 19. Archived from the original (sur researchgate.net) on 2021-05-10. {{استشهاد بدورية محكمة}}: الاستشهاد بدورية محكمة يطلب |دورية محكمة= (help), الوسيط غير المعروف |consulté le= تم تجاهله يقترح استخدام |access-date= (help), الوسيط غير المعروف |libellé= تم تجاهله (help), and الوسيط غير المعروف |périodique= تم تجاهله يقترح استخدام |publisher= (help).
- Jean-Baptiste Mallye (2018). "Présence d'une caractéristique de Meles thorali, espèce villafranchienne, chez un blaireau (Carnivora Mustelidae) du Pléistocène supérieur" (بالفرنسية). 37: 483–493. Archived from the original (pdf sur hal.archives-ouvertes.fr) on 2021-05-10. {{استشهاد بدورية محكمة}}: الاستشهاد بدورية محكمة يطلب |دورية محكمة= (help), الوسيط غير المعروف |consulté le= تم تجاهله يقترح استخدام |access-date= (help), الوسيط غير المعروف |libellé= تم تجاهله (help), الوسيط غير المعروف |numéro= تم تجاهله (help), and الوسيط غير المعروف |périodique= تم تجاهله يقترح استخدام |publisher= (help).
- Patrick Michel (2005). "Un repaire würmien d'hyènes des cavernes : La Grotte d'Unikoté (Iholdy, Pyrénées-Atlantiques, France)" (بالفرنسية): 131–150. Archived from the original (sur sede.educacion.gob.es) on 2021-05-10. {{استشهاد بدورية محكمة}}: الاستشهاد بدورية محكمة يطلب |دورية محكمة= (help), الوسيط غير المعروف |consulté le= تم تجاهله يقترح استخدام |access-date= (help), الوسيط غير المعروف |libellé= تم تجاهله (help), الوسيط غير المعروف |présentation en ligne= تم تجاهله (help), and الوسيط غير المعروف |périodique= تم تجاهله يقترح استخدام |publisher= (help).
- Patrick Michel; Dominique Armand; Christine Couture; Christophe Griggo; Jean-Luc Guadelli; Gilles Parent; Dominique Vivent (1996). "À propos de la grotte d'Unikoté (Iholdy, Pyrénées-Atlantiques). Topographie, Anthropologie, Palynologie, Paléontologie (Équidés, Hyénidés et Ursidés)" (بالفرنسية): 13–32. {{استشهاد بدورية محكمة}}: الاستشهاد بدورية محكمة يطلب |دورية محكمة= (help), الوسيط غير المعروف |libellé= تم تجاهله (help), الوسيط غير المعروف |numéro= تم تجاهله (help), and الوسيط غير المعروف |périodique= تم تجاهله يقترح استخدام |publisher= (help)صيانة الاستشهاد: علامات ترقيم زائدة (link).
- Patrick Michel (2002). "Iholdy - Grotte d'Unikoté" (PDF) (بالفرنسية): 136–137. 2002michel. Archived from the original (pdf sur culture.gouv.fr) on 2021-05-10. {{استشهاد بدورية محكمة}}: الاستشهاد بدورية محكمة يطلب |دورية محكمة= (help), الوسيط غير المعروف |consulté le= تم تجاهله يقترح استخدام |access-date= (help), الوسيط غير المعروف |libellé= تم تجاهله (help), الوسيط غير المعروف |périodique= تم تجاهله يقترح استخدام |publisher= (help), and الوسيط غير المعروف |éditeur= تم تجاهله يقترح استخدام |editor= (help).